# Oscar Ferdinand Siegfried
Oscar Ferdinand Siegfried (* 7. November 1825 in Karben; † 1902 ebenda) war ein deutscher Gutsbesitzer und Politiker. Er war Abgeordneter des Preußischen Abgeordnetenhauses.

## Leben
Als Sohn eines Gutsbesitzers geboren, studierte Siegfried nach dem Besuch des Gymnasiums in Braunsberg und des Köllnischen Gymnasium in Berlin Rechtswissenschaften  in Breslau und Berlin. Während seines Studiums wurde er 1844 Mitglied der Burschenschaft Raczeks Breslau. Nach dem Tod seines Vaters verwaltete er die Güter in Karben und Vorderwalde in Ostpreußen. 1860/61 war er Abgeordneter des Preußischen Abgeordnetenhauses.